# Begeč
Begeč e una località della Serbia di circa 3 360 abitanti, situata in Voivodina a circa 15 km da Novi Sad sulle rive del Danubio.